# Iaché
Iaché ou Iakhé (en grec ancien Ἰάχη / Iakhê) est, dans la mythologie grecque archaïque, une Océanide, fille d'Océan et de Téthys.

## Étymologie
Iaché, en grec ancien Ἰάχη / Iakhê, signifie « cri » ou  « exclamation » .

## Famille
Ses parents sont les titans Océan et Téthys. Elle est l'une de leur multiples filles, les Océanides, généralement au nombre de trois mille, et a pour frères les Dieux-fleuve, eux aussi au nombre de trois mille. Ouranos (le Flot) et Gaïa (la Terre) sont ses grands-parents tant paternels que maternels.

## Fonction et caractère
Peu d'indications nous sont parvenues sur Iaché. Si l'on s'en réfère à son nom, elle était peut-être la déesse  du cri de joie rituel Iakhé des mystères d'Éleusis.

## Mythe
Acaste n'apparait que dans un mythe: elle était présente avec quelques-unes de ses sœurs, l'une des compagnes de Perséphone, lorsque la jeune fille fut enlevée par Hadès, le dieu des enfers, comme le raconte Perséphone à sa mère Déméter dans l'hymne homérique À Démeter